# Барка (Оман)
Барка (араб. بركاء‎) — город в провинции Аль-Батына Султаната Оман, центр одноименного вилайета. Расположен на берегу Оманского залива, примерно в 70 км к западу от Маската. Население по переписи 2003 года составляло 75 501 человек. По оценке 2008 года население могло достигнуть 100 764 человек.

## Достопримечательности
В Барке расположено несколько крепостей и фортов, среди которых Форт Барка, протянувшийся вдоль морского побережья, Форт Эль-Фалидж и Бейт-Ниаман. Количество отдельно стоящих исторических башен в вилайете доходит до 38. В городе также имеется парк Эн-Насим и благоустроенный пляж, притягивающий туристов. Барка также славится производством восточных сладостей. Недавно в городе стала проводиться коррида.

## Вилайет Барка
К вилайету относятся примерно 51 деревня, население работает в государственных и частных предприятиях, задействовано в сельском хозяйстве, разведении домашнего скота, рыболовстве. Основные сельскохозяйственные культуры: цитрусовые (лимон), манго, томаты, зелень, финики. В районе разводят верблюдов, коз, овец, крупный рогатый скот.